# Super RTL
Super RTL (eigene Schreibweise: SUPER RTL) ist ein Spartensender der SUPER RTL Fernsehen GmbH (bis 2021 RTL Disney Fernsehen), der zu RTL Deutschland gehört. Er richtet sich hauptsächlich an Kinder und Jugendliche. Super RTL sieht sich selbst als Familiensender. Von Februar 1998 bis Dezember 2013 sowie von April 2014 bis August 2014 war Super RTL Marktführer bei den 3- bis 13-Jährigen. Seither ist Super RTL in unregelmäßigen Abständen Marktführer (wie Anfang 2016 mit einem Marktanteil von 22,2 % bei den 3- bis 13-Jährigen) oder rangiert auf Platz 2 der frei empfangbaren Kinderfernsehsender hinter dem Konkurrenten KiKA.
Der Sender beschäftigt nach eigenen Angaben 130 Mitarbeiter. 2008 betrug der Bruttoumsatz des Kölner Unternehmens 253,5 Millionen Euro.
Der Sender wurde ursprünglich 1995 als Joint Venture zwischen der RTL-Group-Vorgängergesellschaft CLT-UFA und der Disney-Abteilung Buena Vista International Television Investments (später Disney International Operations) gegründet. Im Jahr 2021 stieß Disney seine Beteiligung an Super RTL ab und verkaufte diese an RTL Deutschland.

## Geschichte

### 1995–1998: Anfänge
Am 24. August 1994 fand mit Jeffrey Katzenbergs Rücktritt eine Reorganisation der Disney Company statt, in der Richard Frank Leiter der neu gegründeten Disney Television and Telecommunications (DTT), zu dem Walt Disney Television International gehörte, die Disneys Super-RTL-Beteiligung hielt. Die RTL Disney Fernsehen GmbH wurde 1995 gegründet.
Am 28. April 1995 startete Super RTL schließlich mit der Serie Neue Abenteuer mit Winnie Puuh als erster Sendung. Die Disney-CC/ABC-Fusion führte dazu, dass DTT im April 1996 aufgespalten wurde. Walt Disney Television International wurde im selben Monat zu Capital Cities/ABC (Disney-ABC Television Group) übertragen. CC/ABC schloss im Juli die internationalen Einheiten Walt Disney Television International und ACIBG zu Disney-ABC International Television (DAIT) zusammen. Für Super RTL wurde exklusiv im Jahre 1995 der Fernsehfilm Susie Q – Engel in Pink produziert und als Weltpremerie ausgestrahlt. Bis 1998 schrieb der Sender kaum schwarze Zahlen.
Von Anfang an bestand der größte Schwerpunkt des Super-RTL-Tagesprogramms aus den Serien des US-amerikanischen Disney-Afternoon-Formates: Disneys Gummibärenbande, DuckTales – Neues aus Entenhausen, Chip und Chap – Die Ritter des Rechts, Käpt’n Balu und seine tollkühne Crew, Darkwing Duck, Goofy und Max, Bonkers, der listige Luchs von Hollywood, Aladdin, Abenteuer mit Timon und Pumbaa, Mighty Ducks – Das Powerteam, Gargoyles – Auf den Schwingen der Gerechtigkeit, 101 Dalmatiner, Doug und Hercules. In diesen Disney-Zeichentrickserien-Block nahtlos integriert waren ebenfalls die ursprünglich nicht zum Disney Afternoon gehörigen Trickserien Abenteuer mit Micky & Donald, die aus Disney-Classic-Cartoons der 1920er bis 1950er Jahre bestanden, die Puppen-Trick-Serie Die Dinos, Pow Wow (Adventures of Pow Wow), Paulchen Panther, Michel Vaillant, Prinzessin Erdbeer, Die Sechs-Millionen-Dollar-Familie, Bob, der Flaschengeist und Mr. Bean (ab 2002). Nach dem vorläufigen Ende des ersten deutschen Nickelodeon 1998 übernahm Super RTL auch einige von dessen Serien wie Rockos modernes Leben, Hey Arnold! oder Clarissa.
Der zweite Schwerpunkt des Senders bestand aus Wiederholungen diverser RTL-Serien bzw. Serien im Besitz von RTL (oft aus dem Pool von Disney-ABC-Buena Vista), wie u. a. Ein Schloß am Wörthersee, Ein Engel für Felix, Mein Vater ist ein Außerirdischer, Ein Grieche erobert Chicago, Golden Girls, Mord ist ihr Hobby, Der Chef, Li-La-Launebär, Alles Nichts Oder?!, Dirk Bach Show, Lukas, Mini Playback Show, Traumhochzeit, T.V. Kaiser, 7 Tage, 7 Köpfe, RTL Samstag Nacht.
Die Ausnahme vom Programmschwerpunkt Disney-, ABC- und RTL-Serien war das Programm zwischen 20:15 Uhr und Mitternacht, wo zumeist Filme gezeigt wurden. Bis Mitte der 2000er beschränkten sich die regelmäßigen Eigenproduktionen von Super RTL großteils auf die fünfminütigen Disney News, Super, Metty!, Art Attack, Super Toy Club, Paddy on Tour und Schlagerclub mit Frank.
Die Fun & Action Tour, ein deutschlandweites Roadshow-Event für Kinder, wurde 1997 mit TV-Programmfiguren gestartet. Die Tour wurde später in Toggo Tour umbenannt. Im folgenden Jahr wurde der Kanal zum Top-View-Kanal der 3- bis 13-Jährigen.
1998 wurde der Magic Movie eingeführt, in dessen Rahmen Filme mit der Zielgruppe Familie gezeigt wurden.

### 1999–2014
1999 erzielte das Joint Venture mit seinem Sender einen Nettogewinn von 4,5 Millionen DM, startete seine Website und gründete die Super RTL Licensing Agency, um mehr Einnahmen aus der TV-Lizenzierung zu erzielen. Im Jahr 2000 übernahm ein neuer Geschäftsführer, Claude Schmit, das Unternehmen.
Die Dauerwiederholung alter RTL-Formate wurde ab dem Jahr 2000 eingeschränkt und der Sender setzte auf mehrere Zeichentrickfilme, die zuerst Freitagabends, dann auch Samstagabends zu sehen waren. Freitagabends im sogenannten Friday Movie liefen neben einigen Disneyklassikern wie Robin Hood auch DuckTales-Mehrteiler in der Spielfilmfassung. Auch andere Filmarten zeigte Super RTL, wie unter anderem den Animefilm Chihiros Reise ins Zauberland, der in Deutschland von der Buena Vista Motion Pictures Group vertrieben wurde, als deutsche Free-TV-Premiere. Außerdem zeigte Super RTL als zweiter TV-Sender nach der ARD mehrere Disney-Meisterwerke als Free-TV-Premiere, u. a. Taran und der Zauberkessel, Hercules, Oliver & Co. und beide Bernard-und-Bianca-Filme. Neben diesen Disney-Produktionen liefen Freitagabends auch Filme wie Ferngully oder Meister Dachs und seine Freunde in deutscher Erstausstrahlung. Auch bestimmte Barbie-Filme sowie mehrere Teile der Saga In einem Land vor unserer Zeit wurden Samstagabends ausgestrahlt.
Im Jahr 2000 wurde das Vorschulprogramm Toggolino eingeführt. Der Toggolino Club wurde 2002 gegründet und bietet kostenpflichtige Bildungsinhalte für Vorschulkinder an.
Die Dachmarke Toggo wurde 2001 für alle Aktivitäten für 6- bis 13-jährige Kinder eingeführt. 2002 veröffentlichte das Sony BMG Label Berlin Records die erste Toggo-Music-CD. Seit 2006 nutzt Super RTL das Rating-Label Family Cartoon für passende Animationsfilme am Freitag- und Samstagabend.
Vom 3. Juni 2001 bis mindestens Ende 2005 hatte das Programmfenster Ravensburger TV der RTV Family Entertainment AG bei Super RTL Bestand.
Im Jahr 2002 bekam der Sender sein erstes richtiges Maskottchen, das Haselhörnchen, das zusammen mit seinem Freund, dem Jammerlappen, viele Sketche durchlebte. Bis zum Jahr 2004 war das Abendprogramm sehr durchwachsen und die Quote war selten ausreichend. Im Nachtprogramm liefen meist die Dauerwerbesendungen, auch Infomercials genannt. Danach wurde zum ersten Mal die Fun Night gezeigt.
Super RTL hat neben seinem Kinderprogramm auch einige Castingmusikgroups ins Leben gerufen, z. B. beFour.
2005 erhielt Super RTL von der staatlichen Medienaufsicht eine Sendelizenz für den Vorschul-Pay-TV-Sender Toggolino TV. Toggolino TV wurde jedoch nie auf den Markt gebracht. Anfang 2008 wurde Super RTL einem Relaunch unterzogen.
Bertelsmann übergab 2009 die Lernplattform Scoyo an Super RTL.  Mitte 2013 waren Super RTL, RTL II und vier weitere RTL-Sender über Zattoo im Rahmen des ersten Deals zwischen einem deutschen Sender und einem Livestreaming-Anbieter verfügbar.
Seit dem 24. Juli 2011 wird Super RTL im Seitenverhältnis 16:9 und seit dem 30. April 2012 Super RTL HD über die grundverschlüsselte Plattform HD+ von SES Astra ausgestrahlt. Am 24. August 2010 ging das Video-on-Demand-Portal des Senders online, auf dem ausgewählte Sendungen sieben Tage lang nach TV-Ausstrahlung kostenlos abrufbar sind. Am 14. Oktober 2013 wurde das Programmkonzept überarbeitet, um das Abendprogramm zu stärken. Dafür wurde auch ein neues Logo entworfen.

### 2014–2021: Reduzierung des Disney-ABC-Programms
Im September 2012 erwarb The Walt Disney Company den Sender Das Vierte von Mini Movie International, verzichtete jedoch vorerst auf öffentlich wahrnehmbare Änderungen am Programm. Im April 2013 kündigte Disney jedoch an, Das Vierte durch einen frei empfangbaren Disney Channel zu ersetzen.
Mit der Ankündigung des Starts einer frei empfangbaren deutschen Version des Disney Channel, die einen Verlust von Disney-Programmen zur Folge hatte, unterzeichnete Super RTL im Oktober 2013 Volumenverträge mit Warner Bros. Worldwide Television Distribution und Sony Pictures Television für eine Reihe animierter Features und DreamWorks Animation (DWA) für 1.200 Programmstunden bis 2020. Der DWA-Deal umfasste Shows aus der Classic-Media-Bibliothek. Der Sender erwarb auch Programme, um seine Zuschauerzahlen in den Abendstunden mit weiteren TV-Shows für Erwachsene zu erweitern, die in seinem Herbstprogramm 2014 debütierten: ABC Familys Pretty Little Liars, ABCs Once Upon a Time und Scandal and Syfys Serie Lost Girl. Zum 1. Januar 2014 verließ das Disney-Programm den Sender, da die Sendeversion des Disney Channel am 17. Januar startete. Disney hielt jedoch weiterhin seinen Anteil an dem Sender.
RTL Disney TV LP startete am 28. April 2015 seine Kividoo-Abonnement-Video-on-Demand-Dienste (SVOD). Im Februar 2016 erhielt RTL Disney Television LP von der Anti-Medien-Konzentrationskommission KEK die Zulassung für einen zweiten Sender. Am 15. März 2016 gab RTL Disney TV bekannt, dass der Zweitsender nach Erhalt der Ausstrahlungslizenz von der Zulassungs- und Aufsichtskommission der Medienbehörden ZAK als „Toggo plus“ firmieren wird. Toggo Plus sollte am 4. Juni 2016 auf den Markt kommen. Super RTL baute seine Marke Toggo weiter aus und plante, Ende Mai 2020 den Sender Toggo Radio, den ersten deutschen kinder- und familienfreundlichen Radiosender, zu starten.
Seit Juni 2019 zeigen Toggo und Toggolino nur noch ihr Senderlogo; das Logo von Super RTL ist dagegen ein einfacher schnörkelloser Schriftzug. Am 14. August 2019 wurde das Sendekonzept überarbeitet, um sich mehr von den Programmfenstern Toggo und Toggolino zu unterscheiden. Dafür wurde auch ein neues Logo entworfen. Das neue Logo wird ausschließlich zur eigenen Sendezeit im TV eingeblendet.

### 2021: Verkauf der Disney-Anteile an RTL Deutschland
Am 3. März 2021 wurde bekannt, dass Disney seine Beteiligung an Super RTL abstoßen und an RTL Deutschland verkaufen will. Das Bundeskartellamt stimmte dem Verkauf im Juni 2021 zu. Zudem sollte Super RTL in Toggo umbenannt werden. Mit Wirkung zum 1. August 2021 übergab Claude Schmit nach 22 Jahren als Geschäftsführer die Führung des Senders an Thorsten Braun.

### 2023: Partielle Umbenennung von Super RTL zu RTL Super
Im Juli 2023 gab RTL Deutschland gegenüber Nachrichtenportalen bekannt, dass Super RTL am 15. August 2023 in RTL Super umbenannt wird. Die Dachmarke RTL solle bei allen Sendern, die zur RTL Group gehören, einheitlich vorne stehen. So solle der Markenname gestärkt und eine stärkere Verbindung zu der RTL-Familie hergestellt werden. Nachdem diese Änderung kritisiert wurde, gab ein RTL-Sprecher im August bekannt, dass Super RTL lediglich zum Abendprogramm ab 20:15 Uhr zu „RTL Super“ werde. Tagsüber gelte weiterhin die Marke Super RTL mit bestehendem Programm.

## Fernsehprogramm
Von 6:00 Uhr bis 20:15 Uhr zeigt Super RTL ausschließlich Kinderprogramm. Dieses wird unter zwei Dachmarken, Toggolino und Toggo, ausgestrahlt. Dabei richtet sich ersteres an Kleinkinder und letzteres an Schulkinder vorwiegend im Grundschulalter. Vormittags laufen Serien für kleinere Kinder, am Nachmittag und frühen Abend richtet sich das Programm an Schulkinder. Außerdem werden freitags und samstags um 20:15 sogenannte Family Cartoons (Zeichentrick-Kinofilme für die Familie) ausgestrahlt.
Für den am 17. Januar 2014 startenden Disney Channel im Free-TV wurden Sendungen aus Disney-Produktion bei Super RTL zum 1. Januar 2014 eingestellt. Der Sender selbst nannte es „eine Art Independence Day“ und meinte damit den größeren Spielraum für die Umsetzung eigener Programmvorstellungen. Nach einer Vorbereitungszeit von 18 Monaten schloss Super RTL Verträge mit DreamWorks Animations und Warner Bros. ab, um die Sendezeiten um die Mittags- und frühe Abendzeit mit anderen Serien zu füllen.
Ein wirkliches Nachtprogramm existiert nicht, da zwischen 0:30/1:20 Uhr und 6:00 Uhr nur Werbung, interaktive Spiele und SMS-Messages oder Kaminfeuer in Dauerschleife zu sehen sind. Nachts wurde von Anfang Januar 2009 bis April 2010 täglich die dreistündige Call-In-Show Masterquiz ausgestrahlt. Die Sendung wurde vom externen Dienstleister Mass Response produziert, der auch für die Call-in-Sendungen bei den Sendern Das Vierte, 3+, Star TV (beide Schweiz), VIVA Schweiz und ATV (Österreich) verantwortlich ist. Die Moderatoren des Masterquiz waren Martin Scholz, Matthias Carras, Sandra Ahrabian, Agnes Zimmermann und Robert Schön. Seit Absetzung der Sendung füllt Super RTL die Nachtschiene mit Dauerwerbesendungen und einer Aufnahme eines Kaminfeuers, die auch schon in den Anfangsjahren zum Einsatz kam.
Auf Toggo plus wird seit dem 4. Juli 2016 das Programm von Toggo, beginnend um 6:00 Uhr, um eine Stunde zeitversetzt gesendet.

## Logos
Das Logo ist in seinen Grundzügen bereits seit dem 7. Januar 2008 erhalten. Das derzeitige Cornerlogo ist in Grautönen und transparenten Ansätzen gehalten. Eine Ausnahme hierbei bildet der 14. Juli 2014, als dem Logo die deutsche Flagge angefügt wurde, als Anerkennung des vierten Weltmeistertitels der deutschen Fußballnationalmannschaft bei der Fußball-Weltmeisterschaft 2014. Ab 0:00 Uhr war sie links neben dem Senderlogo für 24 Stunden zu sehen.
Die Logos des Fernsehsenders ändern sich je nach Programmplan: ab 5:45 Uhr Toggolino, ab Vormittag Toggo, ab Abend RTL Super.

### Tagesprogramm „Toggo“

Logo von 2001 bis zum 6. Januar 2008
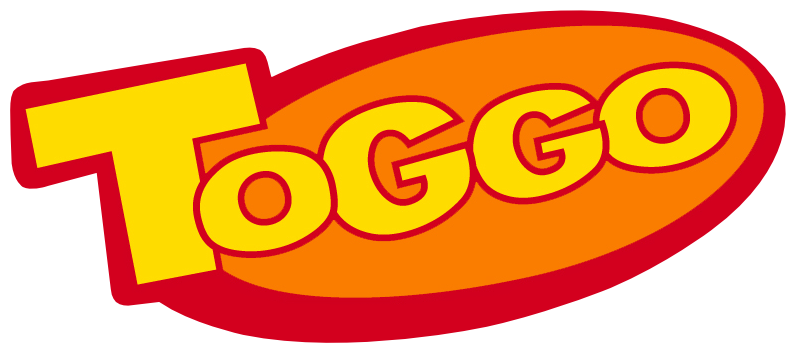
Logo vom 7. Januar 2008 bis zum 4. Januar 2014
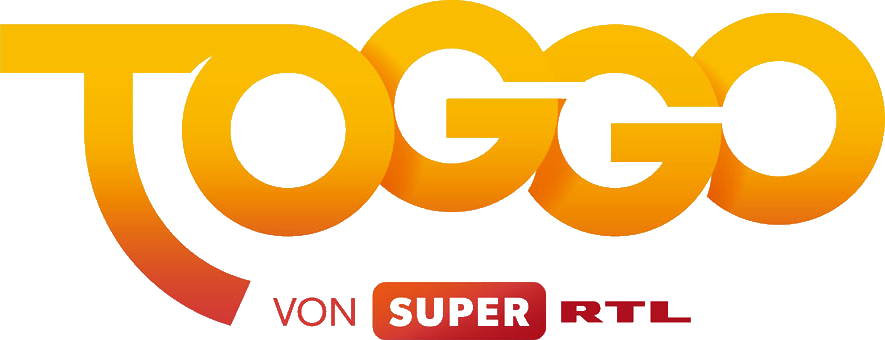
Logo vom 5. Januar 2014 bis zum 4. Juni 2019
Logo seit dem 5. Juni 2019

### Abendprogramm

Logo vom 28. April 1995 bis zum 29. August 1997
Logo vom 30. August 1997 bis zum 6. Januar 2008
Logo vom 7. Januar 2008 bis zum 13. Oktober 2013
Logo vom 14. Oktober 2013 bis zum 13. August 2019
Logo vom 14. August 2019 bis zum 14. August 2023
Logo seit dem 15. August 2023

### Senderlogo

Logo vom 28. April 1995 bis zum 29. August 1997
Logo vom 30. August 1997 bis zum 6. Januar 2008
Logo vom 7. Januar 2008 bis zum 13. Oktober 2013
Logo vom 14. Oktober 2013 bis zum 13. August 2019
Logo vom 14. August 2019 bis zum 14. August 2023
Alternatives Logo vom 14. August 2019 bis zum 14. August 2023

### Unternehmenslogo

Logo des Unternehmens seit dem 8. Februar 2020

## Moderatoren
| Moderatoren           | Jahr(e)              | moderierte Sendungen |
| --------------------- | -------------------- | --- |
| Aktuelle Moderatoren  |                      | |
| Florian Ambrosius     | 2005–2012, seit 2017 | - Toggo United (2004–2006) - WOW – Die Entdeckerzone (2007–2012) - Toggo Total (2005–2006) - D.I.E. Detektive im Einsatz (2009) - Spaß-Arena – Die verrückte Spieleshow (2008) - Kibama (2008) - Super Toy Club (2017–2020) - Toggo Touchdown (seit 2023)                                |
| Vanessa Meisinger     | seit 2013            | - WOW – Die Entdeckerzone (seit 2013) |
| Mark Schepp           | seit 2013            | - WOW – Die Entdeckerzone (seit 2013) |
| Inga Lessmann         | seit 2013            | - Vollgas zurück (seit 2013) |
| Daniele Rizzo         | seit 2013            | - Vollgas zurück (seit 2013) - Tierisch unterwegs (seit 2014) |
| Ehemalige Moderatoren |                      | |
| Birgit Lechtermann    | 1995–1997            | - Die Super RTL Familie (1995–1997) |
| Dominik Schott        | 1995–1997            | - Star News (1995–1997) |
| Doris Soler           | 1995–1997            | - Disney News (1995–1997) |
| Matthias Krings       | 1998–1999            | - Super, Metty! (1998–1999) |
| Benedikt Weber        | 1998–2018            | - Art Attack (1995–2007) - T. V. Dragonfly (2008) - Toggo Reporter (2011) - Woozle Goozle (2013–2018) |
| David Wilms           | 1999–2009            | - Super Toy Club (1999–2006) - Q-Boot – Das Quiz (2002–2003) - Toggo Total (2005–2006) - Toggo Tour (2007–2009) |
| Paddy Kroetz          | 1999–2018            | - Paddy on Tour (1999) - Toggo TV (2002–2008) - Toggo Total (2005–2006) - Ready Paddy Show (2007) |
| Nina Moghaddam        | 2002–2012            | - Toggo TV (2002–2008) - WOW – Die Entdeckerzone (2004–2012) - D.I.E. Detektive im Einsatz (2009) - T. O. P. S. Toggo (2003) - Kiddy Contest (2004–2007) - Toggo Total (2005–2006) - Deutschland sucht den Superstar – Das Magazin (2006–2012) - Das Supertalent – Backstage (2007–2011) |
| Leonard Diepenbrock   | 2003–2008            | - Witzig, spritzig: Die besten Werbeknaller der Welt |
| Dirk Penkwitz         | 2003–2007            | - Voll Total (2002–2005) - Alle Hits! (2005–2007) |
| Marcus Werner         | 2003–2006            | - WOW – Die Entdeckerzone (2003–2006) |
| Andreas Bursche       | 2004                 | - Toggo United (2004–2006) |
| Ulrike Scheffler      | 2005–2008            | - Voll das Leben (2005–2007) - Echt gerecht! (2007–2008) |
| Dennie Klose          | 2005–2018            | - Upps! – Die Pannenshow (2005–2018) - Comedy Total (2007) |
| Boris Henn            | 2006                 | - Ätsch! Die Kamerafalle (2006) |
| Lisa Feller           | 2006                 | - Ätsch! Die Kamerafalle (2006) |
| Oliver Beerhenke      | 2007–2008            | - Webmix – das Lustigste aus dem Internet (2007–2008) |
| Henry Gründler        | 2007                 | - Experimental – Die verrückte Wissenschafts-Show (2007) |
| Pia Ampaw             | 2008                 | - Witzig Putzig - Dragonfly TV - Kibama |
| Janina Schwarz        | 2008                 | - Kibama (2008) |
| Ben Blümel            | 2004–2005            | Toggo Soundclub / Toggo Music (2004–2005) |

## Marktanteile
| Jahr         | ab 3 Jahre | 3–13 Jahre |
| ------------ | ---------- | ---------- |
| 1996         | 02,1 %     | k. A.      |
| 1997         | 02,3 %     | k. A.      |
| 1998         | 02,9 %     | k. A.      |
| 1999         | 02,8 %     | k. A.      |
| 2000         | 02,8 %     | k. A.      |
| 2001         | 02,8 %     | k. A.      |
| 2002         | 02,4 %     | k. A.      |
| 2003         | 02,7 %     | k. A.      |
| 2004         | 02,7 %     | k. A.      |
| 2005         | 02,8 %     | 30,2 %     |
| 2006         | 02,6 %     | 27,5 %     |
| 2007         | 02,6 %     | 26,3 %     |
| 2008         | 02,4 %     | 23,2 %     |
| 2009         | 02,5 %     | 24,2 %     |
| 2010         | 02,2 %     | 22,8 %     |
| 2011         | 02,2 %     | 24,1 %     |
| 2012         | 02,1 %     | 23,2 %     |
| 2013         | 01,9 %     | 23,2 %     |
| 2014         | 01,7 %     | 19,7 %     |
| 2015         | 01,8 %     | 19,3 %     |
| 2016         | 01,8 %     | 20,6 %     |
| 2017         | 01,6 %     | 21,5 %     |
| 2018         | 01,5 %     | 22 %       |
| 2019         | 01,5 %     | 021,6 %    |
| 2020         | 01,9 %     | 20,7 %     |
| 2021         | 01,5 %     | 21,0 %     |
| 2022         | 01,2 %     | 17,4 %     |
| 2023         | 01,2 %     | 19,7 %     |
| Durchschnitt | ≈02,2 %    | ≈022,5 %   |

### 3 bis 13 Jahre
Seit 2005 veröffentlicht Super RTL jährlich einen Marktanteil in der Zielgruppe der 3- bis 13-Jährigen. Der Sender lag seit Sendebeginn bis Dezember 2013 durchweg auf Platz 1 vor KiKA (20,1 %) und Nickelodeon (9,2 %). Im Jahr 2015 lag Super RTL bei 19,3 % und verlor gegenüber 2005 fast 11 Prozentpunkte. Das Niveau vom Vorjahr konnte hingegen gehalten werden. Betrachtet wurde hierbei lediglich der Zeitraum von 6:00 bis 20:15 Uhr.
Vor allem seit Januar 2014 ist eine deutliche Veränderung im Markt bemerkbar. Durch den Start des neuen frei empfangbaren Disney Channels verloren sowohl Super RTL als auch die Konkurrenz an Anteilen. So verlor Super RTL im Januar 2014 die Marktführerschaft unter den Kinderfernsehsendern und wechselt sich seitdem ständig mit KiKA ab. Dahinter folgen der Disney Channel und Nickelodeon.

### Ab 3 Jahren
Seit 1996 veröffentlicht Super RTL seine jährlichen Quoten. Hier belegt man Platz 1 der frei empfangbaren Kindersender in Deutschland (Stand 2015). Im Jahr 2015 hatte Super RTL einen Marktanteil von 1,7 % und erreichte erstmals seit 1996 weniger als 2 % der Zuschauer. Im Vergleich zum Vorjahr 2014 gewann man 0,1 % dazu und unterbot mit 0,3 % den Wert aus dem Jahr 1996.

## Sonstige Aktivitäten
Super RTL ist Mitglied von Media Smart. Im Rahmen der gemeinnützigen Aktion Augen auf Werbung stellt der Verein Grundschulen kostenloses Unterrichtsmaterial für die dritte und vierte Klasse zur Verfügung.
Mit der Ausstrahlung der Serie Pep & Pebber – Helden privat unterstützt Super RTL die „Plattform Ernährung und Bewegung“, einer Initiative zur Prävention von Übergewicht bei Kindern und Jugendlichen in Deutschland.
Die SUPER RTL Fernsehen GmbH & Co. KG wurde 2022 durch Freundin und Kununu als familienfreundlichstes Medienunternehmen in Deutschland ermittelt.